# پراتیئپین

پراتیئپین (به انگلیسی: Perathiepin) یک داروی ضدروان‌پریشی از خانواده سه‌حلقه‌ای‌ها است که در دهه ۱۹۶۰ تولید شد اما هرگز به بازار عرضه نشد. در مطالعات حیوانی مشخص شد که این ترکیب دارای خواص ضدافسردگی، آنتی هیستامین، آنتی‌سروتونرژیک و ضد درد است.

## همچنین ببینید
- کلوروتپین
- متیتپین